# Сидни Прескотт
Сидни Прескотт (англ. Sidney Prescott) — героиня из серии фильмов «Крик», появляющаяся в пяти её частях, роль которой исполняет канадская актриса Нив Кэмпбелл. Во всех фильмах киносерии её преследует маньяк по прозвищу Призрачное лицо, убивающий близких девушки, чтобы, раскрыв перед ней свою личность в финале картины, сразиться с ней. Она изображена как интеллектуальная, находчивая молодая женщина, которая постепенно становится сильной личностью, хотя испытывает постоянное присутствие зла в своей жизни, из-за чего один из персонажей «Крика 4» называет её «Ангелом смерти», поскольку вокруг неё умирают все, но не она сама. Кэмпбелл возвращается в «Крике 4», мировая премьера которого состоялась 13 апреля 2011 года.
В русском официальном кинопрокате второго, третьего и четвёртого фильмов героиню дублирует актриса Татьяна Весёлкина, в пятой картине — актриса Елена Шульман.

## Биография

### События фильмов
После того, как отец Билли Лумиса (Скит Ульрих) заводит роман с матерью Сидни Прескотт, Морин, и его родители разводятся, безумный подросток вместе со своим другом Стью Мэйхером (Мэттью Лиллард) убивает её. Подставляют они её новую любовь Коттона Уири (Лив Шрайбер). Год спустя Билли находится в отношениях с ничего не подозревающей Сидни. На годовщину их первого убийства Билли и Стью планируют новые, вдохновляясь своими любимыми фильмами ужасов и одеваясь в чёрный халат и маску призрака. После преследования изголодавшейся по славе журналисткой Гейл Уэзерс (Кортни Кокс), а также став свидетелем нескольких убийств, Сидни встречается с разоблачёнными убийцами лицом к лицу, которые оказываются её друзьями Билли и Стью. В кровавой финальной сцене Сидни выживает, и с помощью Гейл убивает их. После прибытия полиции она выходит из дома — героиня наконец оказывается в полной безопасности от невменяемых убийц.
Через два года после событий «Крика» вокруг Сидни Прескотт начинают происходить новые убийства, похожие на старые. В ужасе от смерти своего сына Билли миссис Лумис (Лори Меткалф) выдаёт себя за журналистку и преследует Сидни, начиная череду убийств в колледже, где та учится. В этом ей помогает сумасшедший любитель фильмов Микки Алтьери (Тимоти Олифант). Когда Сидни спрашивает миссис Лумис о мотивах, та отвечает, что «ей движет добрая жажда мести» за убийство Билли. До этого Микки говорит, что в суде будет во всём обвинять кино. В конце концов Коттон убивает миссис Лумис, а Сидни с Гейл убивают Микки. Сидни ещё раз переживает ужасные события, которые, как ей кажется, преследуют её.
За два года до встречи с отцом Сидни её мать работала актрисой (под псевдонимом Рина Рейнольдс) и снялась в сериях дешёвых фильмов ужасов режиссёра Джона Милтона (Ланс Хенриксен), который заманил будущую миссис Прескотт в свой дом на одну ночь и вместе со своими друзьями изнасиловал её. В результате она забеременела, родила сына, Романа Бриджера (Скотт Фоули), и, прежде чем вернуться в Вудсборо, Калифорнию, оставила его в Голливуде, где её терзало и преследовало собственное прошлое. Когда Роман попытался связаться с Морин, она сказала, что Сидни — её единственная дочь, грубо отвергла сына и окончательно толкнула его на край безумия. Впоследствии, жаждущий мести, он манипулирует Билли Лумисом с целью убийства Морин, сообщив тому, что у неё роман с его отцом. Он также даёт Билли ценные указания (например, завести партнёра, чтобы сдать его полиции, если тот попадётся). Таким образом, именно Роман ответственен за события первых двух фильмов. В конце он убивает Милтона, а в борьбе с Сидни умирает, хотя перед его смертью они оба на мгновение ощущают глубинную связь. Трилогия заканчивается на оптимистичной ноте: Сидни, ранее прятавшаяся от своих страхов в лесном домике со множеством замков, смотрит на открытую дверь своего дома с улыбкой, осознавая, что теперь ей не нужно больше бояться.
Прошло 10 лет после кровавой резни в Голливуде. Сидни, ставшая в Вудсборо местной звездой, возвращается в родной город, чтобы принять участие в мероприятиях, посвящённых памяти погибших, а также в рамках промоакции по продвижению автобиографии «Из темноты». Также, в то время как молодёжь в Вудсборо отмечает десятилетие печально известных событий, кто-то начинает новую серию убийств, постепенно подбираясь всё ближе к Сидни. Супруги Гейл Уэзерс и теперь уже шериф Дьюи Райли (Дэвид Аркетт), помогавшие ей со времён самых первых убийств, начинают собственное расследование. Выясняется, что убийцы — кузина Сидни, Джилл Робертс (Эмма Робертс), и фанат ужастиков, Чарли Уокер (Рори Калкин). Позже Джилл убивает его и вместе с Сидни попадает в больницу, где между ними происходит ожесточённая схватка. Не без помощи Гейл, Дьюи и помощника шерифа Джуди Хикс (Марли Шелтон) Сидни пускает в голову Джилл электрический заряд в 360 вольт с помощью дефибриллятора, а затем стреляет ей в грудь.
Спустя 10 лет после кровавой бойни, устроенной Джилл, Сидни получает звонок от Дьюи — кто-то в маске Призрачного лица напал на местную школьницу Тару (Дженна Ортега), а затем и на её друзей. Сидни возвращается в Вудсборо, где маньяк уже начал охоту, в результате которой погибает Дьюи. Как только Сидни узнаёт о смерти друга, она сразу же мчится на подмогу Гейл, также вернувшейся в родной город бывшего мужа, которая не успевает прийти в себя после случившегося. Она предлагает Саманте Карпентер (Мелисса Баррера) — старшей сестре Тары и главной героине фильма, оказавшейся тайным ребёнком Билли Лумиса, — поймать и уничтожить убийц. Сэм отказывает им и решает покинуть Вудсборо вместе с Тарой и своим парнем Ричи (Джек Куэйд). Сидни предупреждает Сэм, что она не может никому верить. В поисках ингалятора для Тары, Сэм и Ричи заезжают на вечеринку в дом подруги Тары, Эмбер (Майки Мэдисон). Сидни и Гейл следуют за ними. Эмбер живёт в доме Стью, в котором произошли убийства в финале первого фильма. Тут начинается резня, в ходе которой выясняется, что «Призрачным лицом» были Эмбер и Ричи — они пытаются убить оставшихся в живых, но Сидни, Гейл, Сэм и Тара объединяются, чтобы дать отпор убийцам и завершить серию кровавых смертей. В закрывающей сцене Сидни и Гейл сидят у кареты скорой помощи, понимая, что гибель Дьюи не была напрасной.
По словам Гейл, во время кровавых событий в Нью-Йорке Сидни с детьми и Марком находятся в «безопасном месте».

### Личная жизнь
В первом фильме Сидни встречается с одноклассником Билли Лумисом (Скит Ульрих). Их отношения не заходят дальше поцелуев, и лишь ближе к финалу картины девушка решается на близость со своим другом. После этого происходит развязка истории, и выясняется, что Билли был одним из убийц, преследовавших Сидни.
В колледже у Сидни начинается роман со студентом Дереком Фельдманом (Джерри О’Коннелл), который в знак любви дарит ей кулон своего студенческого братства. На протяжении картины Сидни мучают сомнения, она боится ошибиться в Дереке, как это произошло с Билли. В финале фильма Дерека убивает Микки, который сначала пытается выставить его как своего сообщника. Но перед смертью Дерек успевает сказать Сидни, что никогда бы не причинил ей вреда.
В третьем фильме Сидни не состоит в отношениях, но носит на шее цепочку Дерека. Она знакомится с детективом Марком Кинкейдом (Патрик Демпси), который в конце фильма представлен таким же близким другом Сид, как Гейл и Дьюи.
Сюжет четвёртого фильма не раскрывает никаких деталей о личной жизни Сидни.
На момент действия пятого фильма Сидни упоминает, что она замужем за Марком и имеет от него детей — хотя персонаж упоминается в фильме просто как «Марк», студия тогда подтвердила, что это именно Марк Кинкейд. Развитие отношений Сидни и Марка должно было быть показано в четвёртом фильме, однако его персонаж был вычеркнут из сценария, поскольку исполнитель роли Патрик Демпси был занят на съёмках других проектов.
Также упоминание Марка и их детей есть в «Крике 6» — по словам Гейл, Сидни с семьёй находятся в безопасном месте.
После изменений в актёрском составе фильма «Крик 7», авторы хотели вернуть Патрика Демпси во франшизу, однако этого не случилось, поэтому авторы ввели в сюжет в качестве мужа Сидни нового персонажа по имени Марк Эванс — его сыграет Джоэл МакХейл. У Сидни и Марка есть три дочери, а сюжет картины будет строиться вокруг старшей из них.

## Кастинг
Изначально роль Сидни Прескотт предназначалась Дрю Бэрримор — актриса прочитала сценарий и заинтересовалась проектом ещё до того, как был назначен режиссёр. Когда в проекте оказался Уэс Крейвен, он отметил, что хотел, чтобы она участвовала в съёмках, так как её имя могло привлечь других именитых актёров к работе над фильмом. Однако, когда съёмки начались, стало понятно, что рабочий график актрисы не позволит ей сняться в главной роли, но, желая продолжить съёмки, она согласилась на маленькую роль Кейси Бейкер, которая умирает в начале фильма, — съёмки её сцен заняли всего 5 дней. После этого на роль Сидни проходили прослушивание Мелисса Джоан Харт, Мелани Лински, Эй Джей Лангер (она даже проходила скрин-тест), Мелинда Кларк, Алисия Уитт и Бриттани Мёрфи. Кроме того, роль была предложена Риз Уизерспун и фаворитке Кевина Уильямсона Молли Рингуолд, но Уизерспун отказалась, а Рингуолд, которой тогда было уже 27 лет, посчитала, что не сможет сыграть подростка.
В итоге, роль получила канадская актриса Нив Кэмпбелл, которую Уэс увидел в телесериале «Вечеринка на пятерых» — по мнению режиссёра, она могла «достоверно сыграть невинность и справиться с физически и эмоционально тяжёлой ролью». Хотя Кэмпбелл сомневалась в предложенной ей роли, так как до начала съёмок «Крика» снялась в другом ужастике — «Колдовство» 1996 года — и не хотела возвращаться к этому жанру, она всё же согласилась на роль Сидни, поскольку это была первая главная роль в её карьере. Нив сказала: «Сидни — удивительный персонаж, независимо от жанра фильма». Кроме того, Кэмпбелл и её партнёр по экрану Скит Уильрих вместе снялись в том же «Колдовстве», что помогло создать правильную «химию» между персонажами Сидни и Билли Лумиса.
Кевин Уильямсон был подписан на участие в работе над двумя возможными сиквелами, а Кэмпбелл подписала контракт на съёмки «Крика 2», так как на тот момент было уже известно, что Сидни гарантированно будет одной из выживших первого фильма. Однако во время съёмок актриса столкнулась с небольшими трудностями из-за конфликта графика работы с сериалом «Вечеринка на пятерых», потому что на тот момент она всё ещё исполняла в нём главную роль.
По словам Крэйвена, получить согласие актёров на участие в третьей части не составило большого труда, однако рабочий график сериала «Вечеринка для пятерых» а также трёх других проектов, в которых снималась Нив Кэмпбелл, стали небольшим препятствием на пути создателей трилогии. В итоге, она могла уделить съёмкам в картине лишь 20 дней, что послужило причиной того, что экранное время актрисы в третьем фильме значительно меньше, чем в предыдущих частях, а основное повествование было сфокусировано на Дьюи (Дэвид Аркетт) и Гейл (Кортни Кокс).
Когда, спустя 10 лет после выпуска последней части, было объявлено о проекте фильма «Крик 4», Нив отказывалась вернуться в продолжение, в результате чего сценарий писался с расчётом на то, что в центре событий окажутся персонажи Гейл и Дьюи. Однако в сентябре 2009 года была подтверждена информация, что актриса дала своё официальное согласие на съёмки в новом фильме. В ранней версии сценария Кевина Уильямсона в открывающей сцене Сидни убивала маньяка, однако такой ход не понравился Бобу Вайнштейну, и сюжет был переписан таким образом, что Сидни вновь стала главной героиней.
6 мая 2020 года Нив Кэмпбелл рассказала, что с ней велись переговоры о возвращении к роли Сидни Прескотт.

## Признание

### Критика
Джон Муир, автор книги «Wes Craven: The Art of Horror» оценил работу, которую проделали сценаристы над развитием персонажа Сидни, назвав её одной из самых любимых героинь в кино.
Роджер Эберт раскритиковал в фильме «Крик 3» работу всего актёрского состава, выделив лишь Нив Кэмпбелл: «Камера любит эту девочку. У неё есть потенциал настоящей звезды, и однажды она будет хихикать над этим обзором для AFI».
Гарри Ноулс с сайта «Ain’t It Cool News» наоборот считает игру актрисы в «Крике 3» никудышной: «В ней нет крутизны. В ней нет таланта. В ней нет харизмы».
Брайан Инк и Адам Свидерси с ресурса «UGO Networks» включили Нив Кэмпбелл в свой список «Королев крика», отдав актрисе 8-е место за исполнение роли Сидни, отметив, что «в 1990-х Кэмпбелл была номером один!».
Портал «ScreenRant» поставил Сидни Прескотт на 1-е место в списке «10 лучших последних девушек в фильмах ужасов».

### Награды
В 1997 году роль принесла Кэмпбелл премию «Saturn Award» в номинации «Лучшая актриса» и номинацию на «MTV Movie Awards» за лучшее исполнение женской роли. В 1998 году номинация на «MTV Movie Awards» увенчалась успехом за роль в сиквеле, также актриса вновь получила номинацию на премию «Saturn Award», но уступила её Джоди Фостер за фильм «Контакт». В 2000 году Нив получила третью и последнюю номинацию от MTV за роль Сидни в «Крике 3», но премию получила Сара Мишель Геллар за «Жестокие игры».

### Влияние
Критики отметили сходство Сидни Прескотт и Эммы Дюваль, главной героини телесериала «Крик» (2015—2016). По их мнению сходство ещё больше подчёркивают отношения Эммы с матерью и мрачные семейные тайны.

### Пародии
Персонаж был спародирован актрисой Анной Фэрис в серии фильмов «Очень страшное кино», задуманных как пародия на фильмы ужасов. Сюжетной основой для первого фильма послужили события «Крика» и триллера «Я знаю, что вы сделали прошлым летом». Героиню Фэрис зовут Синди Кэмпбелл («Синди» — имя «Сидни», где поменялись местами две буквы, а фамилия персонажа — фамилия актрисы Нив Кэмпбелл). В остальных трёх фильмах образ Синди пародирует главных женских персонажей различных фильмов, высмеивающихся в картинах серии.
В 2022 Нив Кэмпбелл снялась в социальной рекламе организации «Американский Красный Крест», где сыграла безымянного персонажа фильма ужасов, похожего на Сидни Прескотт, и призывала американцев сдавать донорскую кровь.